# James Budd
James Herbert Budd, född 18 maj 1851 i Janesville, Wisconsin, död 30 juli 1908 i Stockton, Kalifornien, var en amerikansk demokratisk politiker. Han var den 19:e guvernören i delstaten Kalifornien 1895-1899.

## Biografi
Han avlade 1873 sin grundexamen vid University of California, Berkeley. Han studerade därefter juridik och inledde 1874 sin karriär som advokat i Stockton.
Budd var ledamot av USA:s representanthus från Kalifornien 1883-1885. Han kandiderade inte till omval i USA:s kongress.
Efter tiden som guvernör arbetade han som advokat i San Francisco. Budds grav finns på Stockton Rural Cemetery.